# Finland op de Olympische Zomerspelen 1960
Finland nam deel aan de Olympische Zomerspelen 1960 in Rome, Italië. Voor het eerst sinds 1912 won het minder dan 10 medailles. Ten opzichte van vier jaar eerder moesten 10 medailles worden ingeleverd.

## Medailleoverzicht
| Sport       | Olympiër                    | Onderdeel                | Medaille |
| ----------- | --------------------------- | ------------------------ | -------- |
| Turnen      | Eugen Ekman                 | paard voltige (m)        | Goud     |
| Schietsport | Pentti Linnosvuo            | 25m snelvuurpistool (m)  | Zilver   |
| Atletiek    | Eeles Landström             | polsstokhoogspringen (m) | Brons    |
| Boksen      | Jorma Limmonen              | -57kg (m)                | Brons    |
| Roeien      | Veli Lehtelä Toimi Pitkänen | twee-zonder (m)          | Brons    |

## Deelnemers en resultaten

### Atletiek
| Olympiër         | Onderdeel                | Resultaat | Prestatie                                                               |
| ---------------- | ------------------------ | --------- | ----------------------------------------------------------------------- |
| Pentti Rekola    | 200m (m)                 | 41e       | serie 7: 4de in 22,2                                                    |
| Voitto Hellstén  | 400m (m)                 | 35e       | serie 8: 4de in 48,4                                                    |
| Pertti Ålander   | 800m (m)                 | 35e       | serie 7: 5de in 1.52,20                                                 |
| Olavi Salonen    | 1500m (m)                | 15e       | serie 1: 6de in 3.46,57                                                 |
| Olavi Vuorisalo  | 1500m (m)                | 29e       | serie 3: 10de in 3.52,68                                                |
| Reijo Höykinpuro | 5000m (m)                | 21e       | serie 1: 5de in 14.21,92                                                |
| Simo Saloranta   | 5000m (m)                | 18e       | serie 3: 6de in 14.15,35                                                |
| Simo Saloranta   | 10000m (m)               | 21e       | 30.04,80                                                                |
| Jussi Rintamäki  | 400m horden (m)          | 5e        | serie 5: 3de in 51,70 halve finale 1: 2de in 51,20 finale: 5de in 50,98 |
| Pentti Karvonen  | 3000m steeplechase (m)   | 21e       | serie 2: 7de in 9.04,91                                                 |
| Olavi Manninen   | marathon (m)             | 23e       | 2:26.33,0                                                               |
| Eino Oksanen     | marathon (m)             | 24e       | 2:26.38,0                                                               |
| Antti Viskari    | marathon (m)             | 53e       | 2:38.06,0                                                               |
| Juhani Manninen  | verspringen (m)          | 18e       | kwalificatie groep B: 5de met 7,34m                                     |
| Jorma Valkama    | verspringen (m)          | 5e        | kwalificatie groep B: 1ste met 7,63m finale: 5de met 7,69m              |
| Kari Rahkamo     | hink-stap-springen (m)   | 8e        | kwalificatie groep A: 2de met 15,85m finale: 8ste met 15,71m            |
| Hannu Rantala    | hink-stap-springen (m)   | 22e       | kwalificatie groep A: 5de met 15,11m                                    |
| Eero Salminen    | hoogspringen (m)         | 19e       | kwalificatie: 19de met 1,95m                                            |
| Eeles Landström  | polsstokhoogspringen (m) | Brons     | kwalificatie: 4de met 4,40m finale: 3de met 14,55m                      |
| Matti Sutinen    | polsstokhoogspringen (m) | 6e        | kwalificatie: 1ste met 4,40m finale: 6de met 4,50m                      |
| Carol Lindroos   | discuswerpen (m)         | 25e       | kwalificatie groep A: 9de met 51,07m                                    |
| Pentti Repo      | discuswerpen (m)         | 9e        | kwalificatie groep B: 3de met 54,84m finale: 9de met 53,44m             |
| Väinö Kuisma     | speerwerpen (m)          | 4e        | kwalificatie groep B: 3de met 75,93m finale: 4de met 78,40m             |
| Markus Kahma     | tienkamp (m)             | 7e        | 7112 punten                                                             |
| Seppo Suutari    | tienkamp (m)             | 12e       | 6751 punten                                                             |
|                  |                          |           |                                                                         |
| Brita Johansson  | verspringen (v)          | 18e       | kwalificatie: 15de met 5,84m finale: 18de met 5,57m                     |

### Boksen
| Olympiër        | Onderdeel   | Resultaat | Prestatie |
| --------------- | ----------- | --------- | --- |
| Börje Karvonen  | -51kg (m)   | 17e       | 1ste ronde: vrij 2de ronde: V van BIR Nyunt                                                                           |
| Paavo Roininen  | -54kg (m)   | 17e       | 1ste ronde: vrij 2de ronde: V van GBR Taylor                                                                          |
| Jorma Limmonen  | -57kg (m)   | Brons     | 1ste ronde: W van DEN Krogh 2de ronde: W van GBR Lundgren kwartfinale: W van RHS Bekker halve finale: V van ITA Musso |
| Väinö Järvenpää | -60kg (m)   | 17e       | 1ste ronde: vrij 2de ronde: V van ROU Mihalic                                                                         |
| Martti Lehtevä  | -63,5kg (m) | 17e       | 1ste ronde: vrij 2de ronde: V van RSA Ludick                                                                          |
| Viljo Aho       | -67kg (m)   | 9e        | 1ste ronde: vrij 2de ronde: W van MAR Atmani 3de ronde: V van ESP Navarro                                             |
| Matti Aho       | -81kg (m)   | 9e        | 1ste ronde: W van IRL 2de ronde: V van BUL Atmani                                                                     |

### Gewichtheffen
| Olympiër         | Onderdeel | Resultaat | Prestatie                                                                           |
| ---------------- | --------- | --------- | ----------------------------------------------------------------------------------- |
| Jouni Kailajarvi | -90kg (m) | 5e        | duwen: 2de met 130kg trekken: 3de met 125kg stoten: 5de met 162,5kg totaal: 417,5kg |
| Eino Makinen     | +90kg (m) | 5e        | duwen: 9de met 140kg trekken: 4de met 142,5kg stoten: 5de met 172,5kg totaal: 455kg |

### Kanovaren
| Olympiër                                                       | Onderdeel      | Resultaat | Prestatie |
| -------------------------------------------------------------- | -------------- | --------- | --- |
| Olavi Ojanperä                                                 | C-1 1000m (m)  | 11e       | serie 1: 4de in 4.54,37 herkansingen: 3de in 5.00,92 halve finale 1: 4de in 5.00,88                          |
| Simo Kuismanen                                                 | K-1 1000m (m)  | 8e        | serie 2: 5de in 4.09,78 herkansingen: 1ste in 4.11,50 halve finale 1: 3de in 4.03,42 finale: 8ste in 4.03,66 |
| Juhani Helenius Paavo Vaskio Torbjörn Blomqvist Rolf Björklund | K-1 4x500m (m) | 12e       | serie 3: 6de in 8.21,38 herkansingen: 2de in 8.09,43 halve finale 2: 4de in 8.21,25                          |
| Rolf Åkerfelt Rainer Åkerfelt                                  | K-2 1000m (m)  | 15e       | serie 3: 4de in 3.48,36 herkansingen: 3de in 3.52,28 halve finale 1: 6de in 3.54,44                          |
|                                                                |                |           | |
| Eila Kyröläinen                                                | K-1 500m (m)   | 9e        | serie 1: 6de in 2.22,33 herkansingen: 2de in 2.18,54 halve finale 2: 3de in 2.17,28 finale: 9de in 2.17,28   |

### Moderne vijfkamp
| Olympiër                              | Onderdeel   | Resultaat | Prestatie |
| ------------------------------------- | ----------- | --------- | --------- |
| Berndt Katter                         | individueel | 12e       |           |
| Kurt Lindeman                         | individueel | 9e        |           |
| Eero Lohi                             | individueel | 16e       |           |
| Berndt Katter Kurt Lindeman Eero Lohi | team        | 4e        |           |

### Roeien
| Olympiër                                                               | Onderdeel       | Resultaat | Prestatie                                                                           |
| ---------------------------------------------------------------------- | --------------- | --------- | ----------------------------------------------------------------------------------- |
| Jorma Kortelainen                                                      | skiff (m)       | 8e        | serie 3: 2de in 7.39,51 herkansingen: 2de in 7.32,95                                |
| Veli Lehtelä Toimi Pitkänen                                            | twee-zonder (m) | Brons     | serie 3: 1ste in 7.05,00 halve finale 1: 2de in 7.35,50 finale: 3de in 7.03,80      |
| Eero Laine Heikki Laine Pertti Laine Arto Nikulainen                   | vier-zonder (m) | 16e       | serie 1: 6de in 7.08,95                                                             |
| Väinö Huhtala Matti Maisala Reino Poutanen Kauko Hänninen Reijo Sundén | vier-met (m)    | 8e        | serie 1: 4de in 6.57,70 herkansingen: 2de in 6.51,14 halve finale 1: 5de in 7.15,12 |

### Schermen
| Olympiër                                               | Onderdeel      | Resultaat | Prestatie |
| ------------------------------------------------------ | -------------- | --------- | --------- |
| Kaj Czarnecki                                          | degen (m)      | 38e       |           |
| Kalevi Pakarinen                                       | degen (m)      | 53e       |           |
| Rolf Wiik                                              | degen (m)      | 28e       |           |
| Kaj Czarnecki Kurt Lindeman Rolf Wiik Kalevi Pakarinen | degen team (m) | 9e        |           |
|                                                        |                |           |           |
| Barbara Helsingius                                     | floret (v)     | 51e       |           |
| Marjatta Moulin                                        | floret (v)     | 39e       |           |

### Schietsport
| Olympiër         | Onderdeel                   | Resultaat    | Prestatie                                                                                        |
| ---------------- | --------------------------- | ------------ | ------------------------------------------------------------------------------------------------ |
| Esa Kervinen     | 50m geweer 3 houdingen (m)  | 6e           | kwalificatie: 7de met 560 punten (194-188-178) finale: 6de met 1137 punten (392-381-364)         |
| Pauli Janhonen   | 50m geweer 3 houdingen (m)  | 13e          | kwalificatie: 4de met 561 punten (189-190-182) finale: 13de met 1130 punten (392-377-361)        |
| Jussi Nordqvist  | 50m geweer liggend (m)      | 18e          | kwalificatie: 5de met 389 punten (98-97-99-95) finale: 18de met 582 punten (95-97-98-98-98-96)   |
| Vilho Ylönen     | 50m geweer liggend (m)      | 38e          | kwalificatie: 22ste met 383 punten (94-95-97) finale: 17de met 582 punten (95-96-100-96-98-97)   |
| Esa Kervinen     | 300m geweer 3 houdingen (m) | 6e           | kwalificatie: 5de met 557 punten (197-191-167) finale: 9de met 1117 punten (380-376-361)         |
| Vilho Ylönen     | 300m geweer 3 houdingen (m) | 4e           | kwalificatie: 1ste met 566 punten (195-192-179) finale: 4de met 1126 punten (389-381-356)        |
| Pentti Linnosvuo | 50m pistool (m)             | 13e          | kwalificatie: 3de met 363 punten (93-92-95-83) finale: 13de met 539 punten (94-79-91-93-94-88)   |
| Kaarle Pekkala   | 50m pistool (m)             | 27e          | kwalificatie: 12de met 353 punten (86-90-93-84) finale: 27ste met 531 punten (90-91-90-90-83-87) |
| Pentti Linnosvuo | 25m snelvuurpistool (m)     | Brons        | 587 punten: (294-239)                                                                            |
| Kalle Sievänen   | 25m snelvuurpistool (m)     | 17e          | 576 punten: (289-287)                                                                            |
| Väinö Broman     | trap (m)                    | kwalificatie |                                                                                                  |

### Schoonspringen
| Olympiër       | Onderdeel     | Resultaat | Prestatie                         |
| -------------- | ------------- | --------- | --------------------------------- |
| Pekka Heinonen | 10m toren (m) | 26e       | voorronde: 26ste met 43,49 punten |

### Turnen
| Olympiër                                                                                 | Onderdeel                | Resultaat | Prestatie      |
| ---------------------------------------------------------------------------------------- | ------------------------ | --------- | -------------- |
| Eugen Ekman                                                                              | paard voltige (m)        | Goud      | 19,375 punten  |
| Eugen Ekman                                                                              | meerkamp individueel (m) | 30e       | 110,45 punten  |
| Kauko Heikkinen                                                                          | meerkamp individueel (m) | 40e       | 109,85 punten  |
| Raimo Heinonen                                                                           | meerkamp individueel (m) | 42e       | 109,60 punten  |
| Otto Kestola                                                                             | meerkamp individueel (m) | 16e       | 112,00 punten  |
| Olavi Leimuvirta                                                                         | meerkamp individueel (m) | 33e       | 110,25 punten  |
| Sakari Olkkonen                                                                          | meerkamp individueel (m) | 45e       | 109,40 punten  |
| Eugen Ekman Kauko Heikkinen Raimo Heinonen Otto Kestola Olavi Leimuvirta Sakari Olkkonen | meerkamp team (m)        | 6e        | 554,45 punten  |
|                                                                                          |                          |           |                |
| Kaarina Autio                                                                            | meerkamp individueel (v) | 92e       | 66,499 punten  |
| Eira Lehtonen                                                                            | meerkamp individueel (v) | 82e       | 67,864 punten  |
| Pirkko Nieminen                                                                          | meerkamp individueel (v) | 63e       | 71,130 punten  |
| Ritva Salonen                                                                            | meerkamp individueel (v) | 77e       | 68,698 punten  |
| Tuovi Sappinen                                                                           | meerkamp individueel (v) | 74e       | 69,164 punten  |
| Raili Tuominen                                                                           | meerkamp individueel (v) | 90e       | 66,630 punten  |
| Kaarina Autio Eira Lehtonen Pirkko Nieminen Ritva Salonen Tuovi Sappinen                 | meerkamp team (v)        | 13e       | 345,520 punten |

### Wielersport
| Olympiër                                                 | Onderdeel          | Resultaat | Prestatie  |
| Baan                                                     | Baan               | Baan      | Baan       |
| -------------------------------------------------------- | ------------------ | --------- | ---------- |
| Paul Nyman                                               | sprint (m)         | 9e        |            |
| Paul Nyman                                               | tijdrit (m)        | 21e       | 1.14,11    |
| Weg                                                      |                    |           |            |
| Unto Hautalahti                                          | wegwedstrijd (m)   | 59e       | 4:26.05    |
| Matti Herronen                                           | wegwedstrijd (m)   | 60e       | 4:26.05    |
| Raimo Honkanen                                           | wegwedstrijd (m)   | 55e       | 4:25.44    |
| Paul Nyman                                               | wegwedstrijd (m)   | 17e       | 4:20.57    |
| Paul Nyman Unto Hautalahti Raimo Honkanen Matti Herronen | ploegentijdrit (m) | 20e       | 2:27.47,68 |

### Worstelen
| Olympiër          | Onderdeel   | Resultaat   | Prestatie   |
| Vrije stijl       | Vrije stijl | Vrije stijl | Vrije stijl |
| ----------------- | ----------- | ----------- | ----------- |
| Väinö Rantala     | -52kg (m)   | 13e         |             |
| Tauno Jaskari     | -57kg (m)   | 5e          |             |
| Erkki Penttilä    | -62kg (m)   | 15e         |             |
| Martti Peltoniemi | -67kg (m)   | 7e          |             |
| Veikko Rantanen   | -73kg (m)   | 23e         |             |
| Viljo Punkari     | -79kg (m)   | 12e         |             |
| Grieks-Romeins    |             |             |             |
| Heikki Hakola     | -52kg (m)   | 14e         |             |
| Reino Tuominen    | -57kg (m)   | 17e         |             |
| Rauno Mäkinen     | -62kg (m)   | 18e         |             |
| Kyösti Lehtonen   | -67kg (m)   | 5e          |             |
| Matti Laakso      | -73kg (m)   | 6e          |             |
| Pentti Punkari    | -79kg (m)   | 10e         |             |
| Antero Vanhanen   | -87kg (m)   | 5e          |             |
| Viktor Ahven      | +87kg (m)   | 9e          |             |

### Zeilen
| Olympiër                                               | Onderdeel | Resultaat | Prestatie                            |
| ------------------------------------------------------ | --------- | --------- | ------------------------------------ |
| Jouko Antero Valli                                     | finn      | 16e       | 3419 punten: (14-26-DNF-18-12-12-3)  |
| Fredrik A. Ehrström Rolf B. A. Zachariassen            | star      | 14e       | 2260 punten: (5-16-10-DNF-22-DNF-15) |
| René Nyman Lasse H. Dahlman K. F. Heinr. Schaarschmidt | dragon    | 17e       | 2667 punten: (22-19-18-18-7-6-13)    |
| Peter Tallberg Fredrik Eklöf Peik L. E. Gästrin        | 5,5m      | 15e       | 1765 punten: (15-14-13-16-12-10-10)  |

### Zwemmen
| Olympiër      | Onderdeel            | Resultaat | Prestatie                                         |
| ------------- | -------------------- | --------- | ------------------------------------------------- |
| Karri Käyhkö  | 100m vrije slag (m)  | 9e        | serie 1: 1ste in 56,8 halve finale 3: 3de in 56,6 |
| Kari Haavisto | 400m vrije slag (m)  | 15e       | serie 2: 5de in 4.36,0                            |
| Ilkka Suvanto | 400m vrije slag (m)  | 24e       | serie 3: 5de in 4.42,1                            |
| Ilkka Suvanto | 1500m vrije slag (m) | 17e       | serie 1: 4de in 18.41,1                           |

0
Afghanistan · Argentinië · Australië · Bahama's · België · Bermuda · Birma · Brazilië · Brits-Guiana · Bulgarije · Canada · Ceylon · Chili · Colombia · Cuba · Denemarken · Duits eenheidsteam · Ethiopië · Fiji · Filipijnen · Finland · Frankrijk · Ghana · Griekenland · Groot-Brittannië · Haïti · Hongarije · Hongkong · Ierland · IJsland · India · Indonesië · Irak · Iran · Israël · Italië · Japan · Joegoslavië · Kenia · Libanon · Liberia · Liechtenstein · Luxemburg · Malakka · Malta · Marokko · Mexico · Monaco · Nederland · Nederlandse Antillen · Nieuw-Zeeland · Nigeria · Noorwegen · Oeganda · Oostenrijk · Pakistan · Panama · Peru · Polen · Portugal · Puerto Rico · Roemenië · San Marino · Singapore · Soedan · Sovjet-Unie · Spanje · Suriname · Taiwan · Thailand · Tsjecho-Slowakije · Tunesië · Turkije · Uruguay · Venezuela · Verenigde Arabische Republiek · Verenigde Staten · Vietnam · West-Indische Federatie · Zuid-Afrika · Zuid-Korea · Zuid-Rhodesië · Zweden · Zwitserland